# マイナス投票
マイナス投票あるいは否認投票、逆選挙（disapproval voting）とは、有権者が公式な否認を一斉に表明できる選挙方法のことである。多くの投票制度と違い、反対の選択肢や度合いしか投票者や代表者に提示されない。
住民投票やリコール選挙も disapproval voting の最小の形式と言えるが、否認が示されるのは単一の法案か候補者のみである。真の disapproval voting は3つ以上の選択肢か候補者が要り、有権者に単記か連記での否認を問う。

## 反対の投票
この方式は通常、他の種類の投票の形（小選挙区単記投票のような賛成票を投じる制度）を単純にひっくり返したものと機能的に同じである。しかし、連記で反対票を入れたり、いらない順番に候補をランク付ける場合、disapproval voting は 機能的に是認投票やいくつかの選好投票とそれぞれ同様になる。
しかし、拒否、抗議、排除、解任、の心理は、非常に異なった認知バイアスと嫌悪の流行を、一部の有権者や議員、委員に対して引き起こす。従って単なる“不承認”だと思うのは単純過ぎる考えである。似たような不調和は行動ファイナンスで研究され、また社会科学や倫理学でも寛容vs選好の表明として研究されている。

## 他の選挙方法における不支持の表明
ロシアでは「すべての候補に反対」という選択肢に投票することができる。カナダでは、有権者が投票所に出向いて「投票を拒否する」ことができ、有効票ではないが無効票と分けてカウントされる。

## 賛成と反対の議論
刑事法や外交関係を含め、政府の手段として不同意が普及すると、投票を望ましい結果のポジティブで自発的な選択だと見ることができなくなる。これらに対しては、政治的な協力において、選挙制度や法制度は一般的に利益を追求することではなく、損失を減らすことだと言う意見がある。このネガティブな政治の見方は非常によくリバタリアニズムと関連づけられる。

## 一般での使用
知られた disapproval voting の例は、サバイバーやザ・ウィーケスト・リンクなどのリアリティ・ゲーム番組で、そのコンテストの回で出場者を一名排除するのに使われている。
また、コップスなどのリアリティ番組でも使用されている。

## 不信任投票
disapproval voting の特殊なケースは不信任投票である。
不信任投票は原則として賛成の多数決の後に用いられる。基本的に、不信任決議はまず間接民主制が機能するために認められ、次に代表者の決議を否決する。